# Gompholobium uncinatum
Gompholobium uncinatum är en ärtväxtart som beskrevs av George Bentham. Gompholobium uncinatum ingår i släktet Gompholobium och familjen ärtväxter. Inga underarter finns listade i Catalogue of Life.